# 威士忌沙瓦
威士忌沙瓦，也稱為威士忌酸酒，是一种包含威士忌（通常是波本威士忌）、柠檬汁、糖浆，并且可加入一点蛋白的鸡尾酒。它是一種沙瓦，混合了基礎烈酒、柑橘汁和甜味劑。制作时可以采用加入雪克杯摇动或者冰镇原材料后混合或者加冰的做法。
帶有蛋白的变种有时也被称为波士顿沙瓦。含有几吧勺漂浮在酒杯上的热红酒变种有时也被称作纽约沙瓦。
传统的鸡尾酒装饰是一半的切片橘子和马拉斯奇诺樱桃。
威士忌沙瓦的另外一种变种是第八区，它通常使用波旁威士忌或黑麦威士忌作为基酒，同时加入了柠檬汁和橙汁以及紅石榴糖浆作为甜味剂。通常不包括有时在其他威士忌沙瓦中使用的蛋清。

## 历史
在1870年威斯康星州报纸“沃基沙平原经销商”刊登了有关威士忌沙瓦的最古老的历史记载。
1962年，库约大学引用秘鲁报纸《El Comercio de Iquique》发表了一个故事，表明埃利·奥特斯塔布于1872年在伊基克发明了威士忌沙瓦。

## 图库

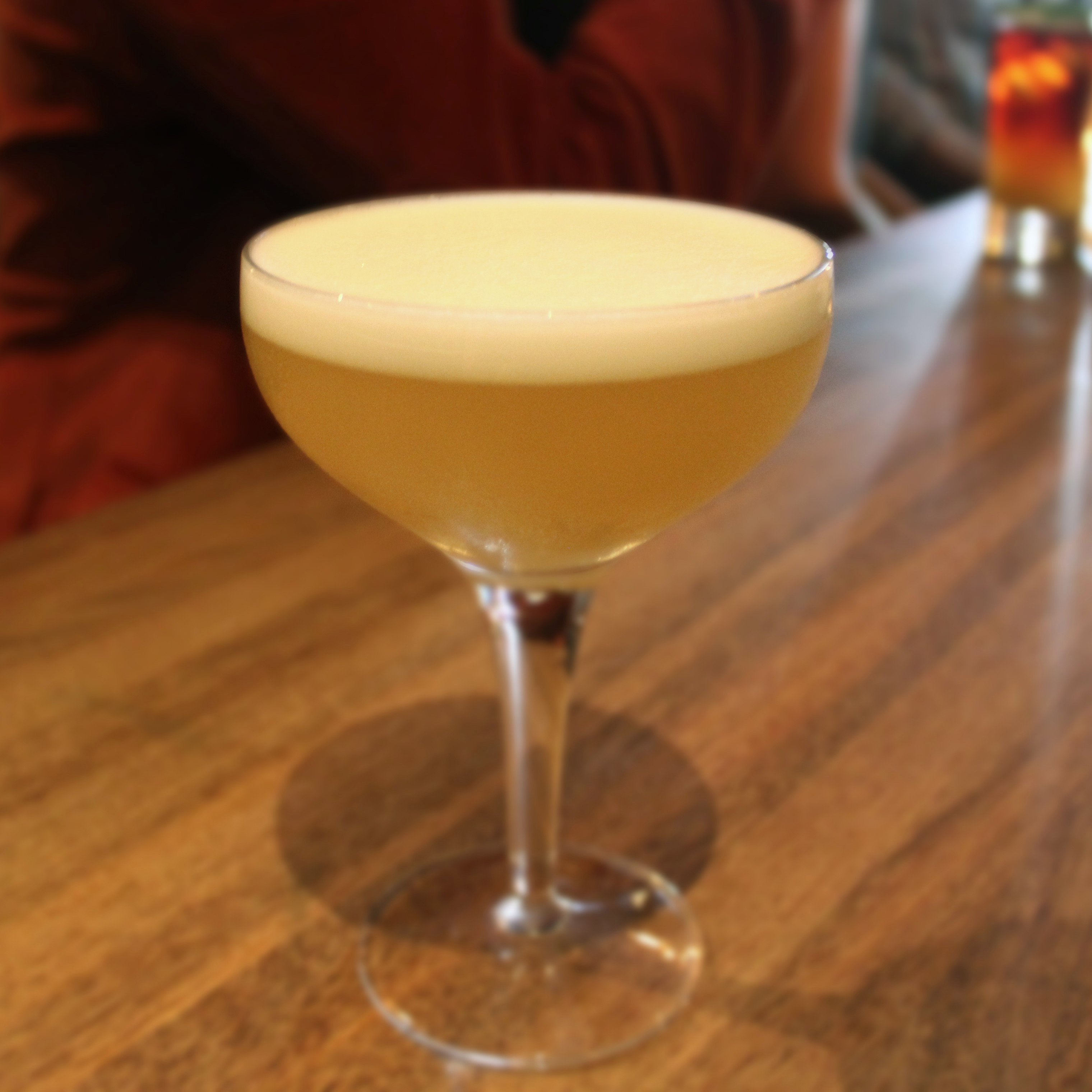
一杯碟型香檳杯中的威士忌沙瓦